# Frullania rizalii
Frullania rizalii là một loài Rêu trong họ Jubulaceae. Loài này được Piippo & S. Hatt. mô tả khoa học đầu tiên năm 1992.